# Moonsound
Moonsound — звуковая карта для бытовых компьютеров стандарта MSX. Впервые была представлена на Тилбургской компьютерной выставке в 1995 году. Название карты произошло от названия популярной программы музыкального редактора Moonblaster для звуковых карт MSX-Music и MSX-Audio. Впоследствии, для карты Moonsound также появились специальные версии программы Moonblaster. Цена устройства составляла около 150 американских долларов, и остаётся такой на текущий момент.

## История
Карта Moonsound была разработана как любительский проект инженером-электронщиком Henrik Gilvad, и производилась группой Sunrise Swiss. Изначально предполагалось использовать в основе устройства микросхему звукогенератора YMF262 (OPL3) фирмы Yamaha. Процесс разработки продолжался долго. За это время Yamaha выпустила новую микросхему, YMF278 (OPL4). Так как OPL4 имела лучшие возможности и обратную совместимость с предыдущими микросхемами серии, разработчики карты приняли решение использовать её вместо OPL3.
Существовало несколько версий устройства. Первая версия являлась прототипом, и представляла собой небольшую печатную плату без корпуса. Более поздняя версия имела плату несколько большего размера, и устанавливалась в корпус картриджа. Последняя версия также имела место для установки двух дополнительных микросхем статического ОЗУ, что позволяло увеличить объём памяти для хранения семплов.

## Устройство
Карта построена на микросхеме звукогенератора YMF278 (OPL4). Эта микросхема совмещает в себе два синтезатора разного типа — на основе частотной модуляции (FM) и на основе табличного волнового синтеза. Возможно использование до 18 каналов двухоператорного FM-синтезатора, и воспроизведение до 24 каналов 12- или 16-разрядного цифрового звука. Карта имеет 2 МБ ПЗУ, содержащее набор семплов инструментов, соответствующий стандарту General MIDI, а также 128 КБ ОЗУ (с возможность расширения) для загрузки пользовательских семплов.
Версия Moonsound 1.0 имеет один разъём для подключения дополнительного ОЗУ для хранения семплов. Версии 1.1 и 1.2 имеют два таких разъёма, что позволяет подключить до 1 МБ памяти. Пользователями также был найден способ подключения двух дополнительных микросхем ОЗУ, для получения общего объёма памяти 2 МБ.
Возможности OPL4 по реализации эффектов обработки звука, таких как хорус, дилей, и реверберация, не были использованы в Moonsound по причине необходимости добавления специальной памяти и схемы, увеличивающей стоимость устройства.
Карта имеет обратную совместимость с устройствами MSX-Music и MSX-Audio в части FM-синтезатора. Таким образом, ПО, поддерживающее эти устройства, будет работать на Moonsound. Однако, это возможно только в том случае, если оно не использует возможность воспроизведения цифрового звука с ADPCM-сжатием, присутствующую в MSX-Audio.

## Технические характеристики
- FM-синтезатор
  - Полная обратная совместимость с OPL1, OPL2, OPL3
  - 18 каналов, по 2 оператора на канал. Также возможны следующие режимы:
    - 15 каналов 2-х операторного синтеза плюс 5 ударных инструментов
    - 6 каналов 4-х операторного синтеза плюс 6 каналов 2-х операторного синтеза
    - 6 каналов 4-х операторного синтеза плюс 3 канала 2-х операторного синтеза плюс 5 ударных инструментов
    - Частичное управление панорамой — каждый канал синтезатора может выводиться на выходы левого, правого, или обоих каналов
    - Каждый оператор имеет выбор из 8 форм сигнала

- Цифровой звук
  - 24 канала цифрового звука
  - Частота дискретизации до 44.1 КГц
  - 8, 12 или 16-разрядные семплы
  - Управление панорамой каждого из каналов (16 возможных позиций)
  - ПЗУ объёмом 2 МБ (Yamaha YRW-801), содержащее набор из 330 монофонических семплов, соответствующий стандарту General MIDI
  - ОЗУ объёмом 128 КБ с возможностью расширения до 1 МБ

- Прочее
  - Не требуется ожидания при передаче команд (требовалось для других звуковых карт MSX)
  - Все регистры карты доступны на чтение
  - Низкий уровень шума
  - Стереофонический выход (разъём типа minijack)

## Программное обеспечение
- Музыкальные редакторы:
  - Moonblaster for Moonsound FM v1.x (MBFM) — версия для FM-синтезатора
  - Moonblaster for Moonsound Wave v1.x (MBWAVE, 1995—2004) — версия для табличного синтезатора
  - Meridian 3.0 for MIDI + OPL4 — редактор MIDI-файлов с поддержкой OPL4
- Плееры:
  - MoonSofts MOD player for MoonSound v1.11 (1995) — плеер MOD-файлов
  - NOP’s MOD player for MoonSound v1.0 (1995) — плеер MOD-файлов
  - NOP’s/Yobi’s 8 channel MOD-player — плеер 8-канальных MOD-файлов
  - Midi2Opl4 v0.6 (1997) — драйвер, позволяющий воспроизводить синтезатором Moonsound MIDI-данные, поступающие на MIDI-вход MSX-Audio

Помимо этого, существует некоторое количество любительских игр и демонстраций, имеющих поддержку Moonsound.

## Эмуляция
В настоящее время эмуляция Moonsound присутствует в некоторых эмуляторах MSX — например, BlueMSX и openMSX.